# Äli Bektajew

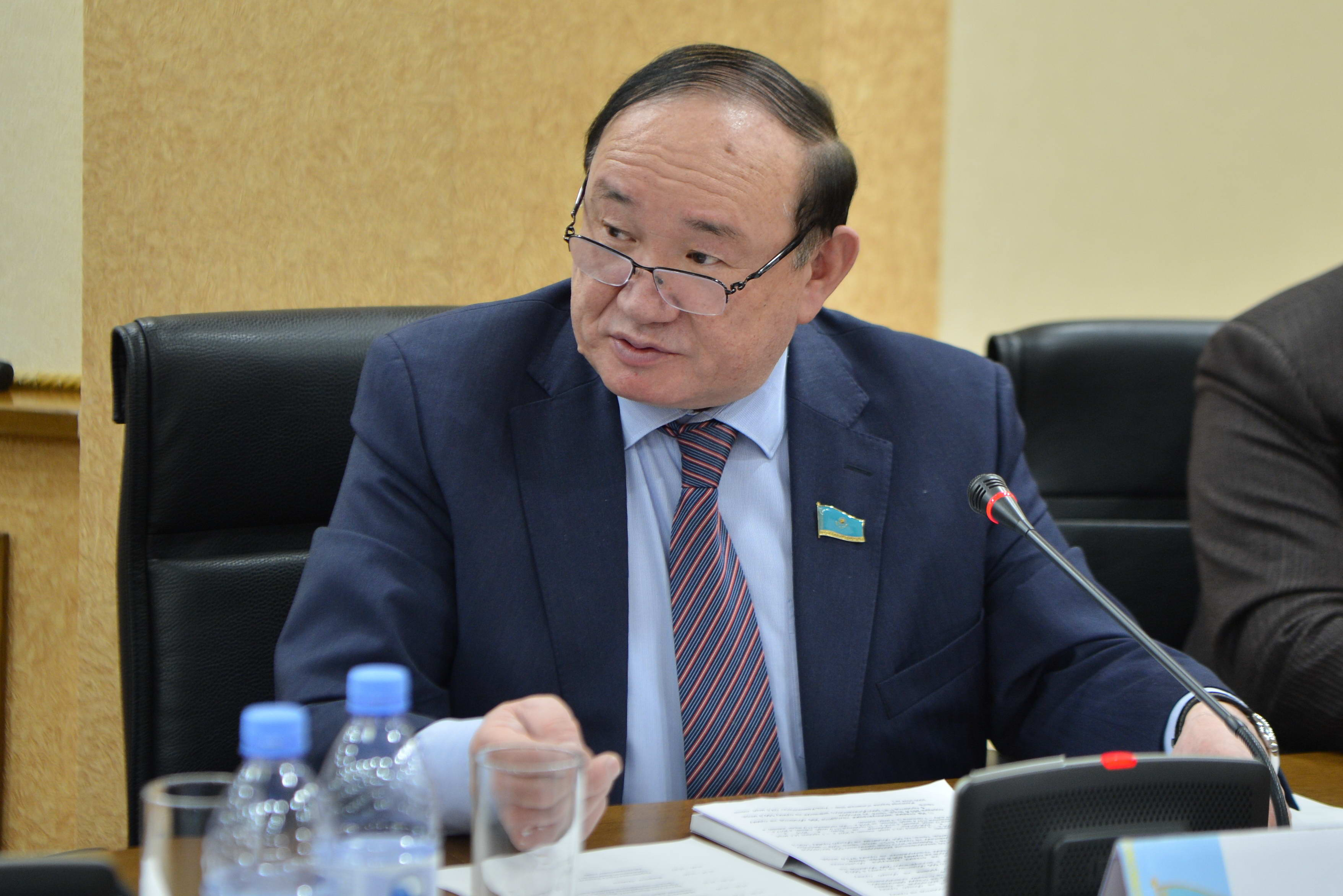
Äli Bektajew (2019)

Äli Äbdikärimuly Bektajew (kasachisch Әли Әбдікәрімұлы Бектаев Äli Äbdıkärımūly Bektaev, russisch Али Абдикаримович Бектаев Ali Abdikarimowitsch Bektajew; * 20. April 1962 im Dorf Jańabazar, Kasachische SSR) ist ein kasachischer Politiker (Auyl).

## Leben
Äli Bektajew wurde 1962 im Dorf Jańabazar (Жаңабазар) in der Oblast Südkasachstan geboren. Er absolvierte 1984 ein Studium am Kasachischen Landwirtschaftsinstitut. Einen weiteren Abschluss in Politikwissenschaften erlangte er 1992 am Kasachischen Institut für Management, Wirtschaft und Prognostizierung.
Seine berufliche Laufbahn begann er als Ingenieur in einem stattlichen Landwirtschaftsbetrieb. Er engagierte sich früh politisch und war von 1985 bis 1987 stellvertretender Vorsitzender des Bezirkskomitees des Komsomol im Bezirk Sayram in der Oblast Südkasachstan. Danach wurde er Ausbilder des Bezirkskomitees der Kommunistischen Partei im Bezirk Sayram und Sekretär des Parteikomitees im landwirtschaftlichen Betrieb Frunse. Von 1990 bis 1991 besuchte er die Parteihochschule der KPdSU in Taschkent. Anschließend war er für kurze Zeit Berater des regionalen Parteikomitees von Tschimkent.
Zwischen 1991 und 1992 war Bektajew stellvertretender Generaldirektor eines Unternehmens und anschließend stellvertretender Leiter der Kreisverwaltung des Bezirks Qasyghurt. Von 1994 bis 2000 arbeitete er für die Verwaltung des Gebietes Südkasachstan. Hier war er Leiter der Abteilung für Jugend, Tourismus und Sport. Im Juli 2000 wurde er Äkim des Bezirks Qasyghurt und im September 2002 wurde er stellvertretender Äkim (Gouverneur) von Südkasachstan. Im Februar 2006 wurde er zum Bürgermeister der Stadt Türkistan ernannt. Im Mai 2008 wurde er erneut stellvertretender Äkim von Südkasachstan. Dieses Amt übte er bis Oktober 2014 aus. Im August 2015 wurde Bektajew zum Parteivorsitzenden der Demokratisch Patriotischen Volkspartei Auyl gewählt.
Seit Oktober 2014 ist er Senator im kasachischen Senat.